# Hari
Hari ou Hare (em hindi: हरि), na mitologia hindu, é um outro nome para Víxenu. Como Hari, diz-se que o deus remove a ignorância e seus efeitos, bem como leva embora a tristeza e dá consolo. Um hino dedicado a ele se chama Hari Críxena, Hari Rã.